# Однодворцев, Максим Анатольевич
Максим Анатольевич Однодворцев (р.29 февраля 1980) – казахстанский лыжник. Мастер спорта Республики Казахстан международного класса

## Биография
М.А. Однодворцев – участник двух Олимпиад.
На Олимпиаде 2002 года в Солт-Лейк-Сити Максим был 50-м в спринте, 37-м – на 30-км дистанции и 34-м – на 50-км дистанции.
На Олимпиаде 2006 года в Турине Максим был 36-м на дистанции 15 км, 9-м – на дистанции 30 км,  13-м – на дистанции 50-км и 13-м – в эстафете.
На Зимних Азиатских играх 2003 года завоевал золото на дистанциях 15 км и 30 км, а также серебро на дистанции 10 км и в эстафете.
На зимней Универсиаде 2005 года в Инсбруке завоевал бронзу на дистанции 10 км.
На Зимних Азиатских играх 2007 года завоевал золото на дистанции 30 км и в эстафете.
Победитель и призёр нескольких международных турниров.
В 2008 году был дисквалифицирован за применение допинга на 1 год, но в спорт не вернулся. В настоящее время проживает в Новосибирске.